# Jaume Bosch i Renard
Jaume Bosch i Renart (Barcelona, 26 de maig del 1825 – París, 31 de març del 1895) fou un guitarrista i compositor català de més importància de la segona meitat del s. XIX, establert a París. La major part de les seves obres es conserven a la Biblioteca Nacional de França, París.

## Biografia
Bosch nasqué a Barcelona i s'educà a l'Escola del Convent de la Mercè, on va iniciar els seus estudis de piano i guitarra.
Entre el 1849 i el 1852, abans d'emigrar a territori francès, Bosch realitzà exitosos concerts a ciutats com Barcelona, Madrid i València. Amb tot, el 1853 s'instal·là a París i, a partir de 1857, es dedicà a fer gires per França, Països Baixos i Alemanya. A París, Bosch fou molt elogiat als salons aristocràtics i gaudí d'un gran nombre d'alumnes, entre els quals s'incloïen els germans Alfred i Jules Cottin.
En aquest context, la seva peça més coneguda fou la col·lecció de cançons Dix Mélodies, elogiada per Felip Pedrell com un "veritable model del qual la inspiració d'un compositor pot crear en aquest gènere". Al terme de la seva vida, Bosch morí al districte 17 de París.

## Obra
Gran part de les obres per a guitarra de Bosch foren publicades a posteriori de la seva confecció en col·leccions de caràcter breu. Més concretament, entre el 1887 i el 1894, publicà la col·lecció Dix Pièces, mentre que el 1892 publicà 12 Pièces Facils (12 Peces Fàcils) i, el 1894, 6 Pièces Facils més. Amb tot, una edició posterior de la col·lecció Dix Pièces, datada el 1923, reimprimí les peces anteriorment publicades juntament amb set peces que, fins al moment, havien romàs inèdites.
Per la seva banda, la seva obra més cèlebre, el Méthode de guitare, és integrada per nombroses composicions originals per a guitarra de diversa longitud i dificultat. Més concretament, al llarg de 116 pàgines hi trobem 16 lliçons (pàgines 3-14), 31 exercicis (pàgines 22-92) i 39 composicions originals, que varien en longitud d'una a cinc pàgines. En aquest context, cal destacar que gran part de les peces en qüestió foren dedicades a un dels seus alumnes, Guy de Polignac, membre d'una famosa família noble francesa.
Dues de les obres més substancials foren dos moviments d'una sonata dedicada a la memòria de Ferran Sor (un adagi a les pàgines 63 i 64, i un allegro a les pàgines 102 - 104, respectivament), així com Ibèria (subtitulada Valse de concert) a les pàgines 110 - 114.
Finalment, cal destacar que gran part de la seva obra es troba conservada a la Biblioteca Nacional de França, ubicada a París, tant en impresos com en manuscrits autògrafs. Més concretament, un manuscrit de la secció de música de l'esmentada biblioteca és un Allegro animato per a violí, dedicat a Charles Gounod, que és un tema amb tres variacions i coda mancat, molt probablement, de la part de guitarra. Per la seva banda, l'òpera anomenada Roger de Flor, que el compositor confeccionà, no ha estat localitzada.

## Llista de composicions
Solo de guitarra
- Duettino,op. 10 (publicat a Dix Pièces pour guitare, núm. 1, París: H. Lemoine, 1887)
- Brimborion, op. 11 (in Dix Pièces pour guitare, núm. 5, París: H. Lemoine, 1887)
- Étoiles et fleurs, Op. 12 (in Dix Pièces pour guitare, no. 2, París: H. Lemoine, 1887)
- Celia. Jota-valse, op. 13 (in Dix Pièces pour guitare, núm. 3, París: H. Lemoine, 1887)
- Fantaisie dramatique sur un opéra de l'auteur, Op. 14 (in Dix Pièces pour guitare, no. 4, Paris: H. Lemoine, 1887)
- Souvenir de Barcelone, op. 15 (in Dix Pièces pour guitare, núm. 6, París: H. Lemoine, 1887)
- Retraite espagnole, op. 16 (in Dix Pièces pour guitare, núm. 7, París: H. Lemoine, 1887)
- Allegro de sonate, op. 17 (in Dix Pièces pour guitare, núm. 10, París: H. Lemoine, 1887)
- Méditation, op. 18 (in Dix Pièces pour guitare, núm. 8, París: H. Lemoine, 1887)
- Ballade,op. 19 (in Dix Pièces pour guitare, núm. 9, París: H. Lemoine, 1887)Portada de Plainte moresque, op. 85
- Plainte Moresque,op. 85 (París: [s.n.], 1866, de nou 1883)
- Carrer Pasa. Sérénade, op. 86 (París: H. Lemoine, 1885)
- 12 Pièces faciles (París: Veuve Girod, 1892). Conté: 1. Havanera; 2. Valse échantillon; 3. Récit sans paroles; 4. Romanç; 5. Banjo; 6. Scherzo-valse; 7. Anda salero; 8. Mélancolie; 9. Barcarolle; 10. Hymne national russe; 11. Espoir; 12. Tango danse des nègres.
- La Rosa. Valse, op. 88, amb mandolina ad lib. (París: H. Lemoine, 1893)
- Six Pièces faciles, op. 89 (publicat com a part d'una segona sèrie de Dix Pièces, París: H. Lemoine, 1894; en aquesta sèrie són els números 5 a 10). Conté: 1. Enfantillage; 2. 1er Guagirana; 3. 2e Guagirana; 4. Les Adieux; 5. Lamento; 6. Gitanilla.
- L'Amazones. Polka, op. 90 (publicat a Dix Pièces pour guitar, segona sèrie, núm. 1, París: H. Lemoine, 1894)
- Au sons des cloches,op. 91 (a Dix Pièces pour guitar, segona sèrie, núm. 2, París: H. Lemoine, 1894)
- Venise,op. 92 (in Dix Pièces pour guitar, segona sèrie, núm. 3, París: H. Lemoine, 1894)
- Les Echos,op. 93 (in Dix Pièces pour guitar, segona sèrie, núm. 4, París: H. Lemoine, 1894)
- Bolero, op. 95 (París, H. Lemoine, 1897)
- Bolero característico, Ms. autògraf
- Guajiras, Morceau jota, Ms. Autògraf [21 de maig]
- Dix Pièces faciles pour l'étude de la guitare (París: Alphonse Leduc, 1923). Conté les següents obres sense dates ni números d'opus: (1. Havanera; 2. Cantilena; 3. Romancero; 4. Banjo; 5. Nineria; 6. Anda salero; 7. Soledad; 8. Venècia; 9. Sueño; 10. Tango flamenc), (París, Ed. A. Leduc, 1923),
- Cello, pièce pour guitare [obra pòstuma] (París, H. Lemoine, 1896)

Duo de guitarra
- La Catalane (París: Léon Grus, 1898)

Piano
- Retraite espagnole, op. 16 bis (París, ed. Lemoine et fills, 1893)
- Passacaille, Ser, p a 4 mans (París, H. Lemoine & Cie)

Mandolina/es i guitarra
- Bolero, op. 87, 2 mand, gui (L&f, 1893), F:Pn
- Jaleo, Dz andaluza, mand, gui (París, H.Lemoine & Cie, 1895)
- Zapateado, Val, mand, gui (París, H.Lemoine & Cie, 1896)

Violí o violoncel i piano
- Himne (París, L. Grus, 1887)
- Chant Divin (París, G. Gross, 1907)

Guitarra i violí
- Passacaille, núm. 2, 7, 6, 14, 15, 16, 17, Ser "pour guitare par J.Bosch avec violon ad libitum par Ch.Gounod" (L&f, 1885)
- Plainte moresque, op. 85

Mètode de guitarra
- Méthode de guitare (París: Veuve E. Girod, 1891). Conté les següents 39 composicions originals: 1re Récréation (Petit danse espagnole); 2me Récréation (Solear); 3me Récréation (Imité de Schumann); 4me Récréation (Minuetto); 5e Récréation (Rêverie); Petit romanç; Air varié; Boleres; Rêverie; Matinal; Fantaisie de salon; Scherzo (= Exercici 12e); La Gaditana; Seguidillas gitanas de Grenade; Tita (Havanaise); Desviament; Après la chasse (Rêverie); Les Etincelles; Fantaisie caprice; Zapateado; Fantaisie espagnole; Feuilles et Zéphirs; Joie matinale; Alma viva; Boléro rêverie; Diàleg sonat (Adagio); Morceau brillant (Vieille manière); Variació; Finale (Tremolo étude); Jota; Alla Mendelssohn; Barbéro; Valse espagnole; Rêverie (duo); Valse (duo); Colorado (Valse brillante); Jaleo; Petite marche funèbre; Diàleg sonat (Allegro); Iberia (Valse de concert).

Cançons amb guitarra
- Dix Mélodies (Georges Montière) (París: [s.n.], 1892). Conté: Chanson maure, Clochettes, Crépuscule d'automne, Rondeau, La Femme du chef, Aubade, À l'aimée, À Seville, Fleurs d'antan, Retraite chantée.
- Charmant ruisseau (Stephan Bordèse), acompanyament de violí i guitarra (París: Veuve E. Girod, 1890)
- Plainte moresque op. 85, Mez, gui (París, L&F, 1893)

Altres cançons
- Charmant ruisseau, Rom, V, gui, vn ad libitum (París, V.E. Girod, 1890)
- Fleur d'auton, Pk-maz cantada, Ms, autògraf
- Retraite chantée, V, mand, 2 gui, Ms autògraf
- Rèveire pour soprano, 1, E.P (París, E.Chaillot et Cie, 1864)
- Tout dort, 1, E.F (París, E.Girod, 1862)

## Enregistraments
- Música para canto y guitarra del siglo XIX. Francisco Heredia (tenor), Javier Chamizo (guitarra). Fonoruz CO 505 (CD, 1997). Conté quatre de les 10 Mélodies: Rondeau, Aubade, À l'aimée, À Sevilla.
- Bosch: Obres per a Veu i Guitarra. Maria Teresa Garrigosa (soprano), Miguel Javaloy (guitarra). La Mà de Guido LMG 2098 (CD, 2011). Conté: 10 Mélodies pour guitare et chant, Passacaille, Brimborion, Op. 11, Étoiles et fleurs, Op. 12, Fantaisie dramatique sur un opéra de l'auteur, Op. 14, Retraite espagnole, Op. 16, Méditation, Op. 18, Ballade, Op. 19, Plainte moresque. Mélodie pour la guitare, Op. 85, Cello, Op. posth.
- Souvenir de Barcelona. Miguel Javaloy (guitarra). La Mà de Guido LMG 2119 (CD, 2012). Conté: Souvenir de Barcelone, op. 15, Au sons des cloches, op. 91, Venise, op. 92.